# Tsolwana

Gemeindegebiet bis 2016

Wappen der Gemeinde

 Tsolwana war eine Gemeinde (Local Municipality) des Distrikts Chris Hani, Provinz Ostkap in Südafrika. Auf einer Fläche von 6025 km² lebten 33.281 Einwohner (Stand 2011). Sitz der Gemeindeverwaltung war Tarkastad.
Der Gemeindename ist ein isiXhosa-Begriff für „etwas mit einem scharfen Ende oder einer Spitze“. Er bezieht sich auf die Berge, die die Gemeinde umgeben, diese haben solche Spitzen.
2016 wurde die Gemeinde mit den Gemeinden Inkwanca und Lukhanji zur Gemeinde Enoch Mgijima zusammengelegt.

## Städte und Orte
| - Amavundle - Basoto - Hofmeyr - Hopefield - Ivanlew - Kwezi - Loudon | - Mitford - Phelandaba - Tarkastad - Tentergate - Thorneycroft - Thornhill - Twinsville |

## Parks und Naturschutzgebiete
- Tsolwana Nature Reserve